# انجمن مبارزه با تروریسم جهانی
انجمن مبارزه با تروریسم جهانی (انگلیسی: Global Counterterrorism Forum) یک پلتفرم غیررسمی، سیاسی و چند جانبه ضدتروریسم است که در ۲۲ سپتامبر ۲۰۱۱ رسماً در نیویورک راه اندازی شد.

## هدف
هدف این انجمن تقویت توانایی‌ها برای ایجاد یک رویکرد استراتژیک و بلند مدت برای مبارزه با تروریسم و جلوگیری از ایدئولوژی‌های افراطی خشونت‌آمیز است که آن را پایه‌ریزی می‌کند. مأموریت این انجمن در کاهش استخدام تروریست‌ها و افزایش قابلیت‌های غیرنظامی کشورها برای مقابله با تهدیدهای تروریستی در مرزها و مناطق آن‌ها است.

## ساختار
در حال حاضر ریاست مشترک این انجمن به عهده هلند و مراکش است و دارای ۳۰ عضو بنیان‌گذار است. این انجمن با همکاری شرکای سراسر جهان برای شناسایی نیازهای حیاتی غیرنظامیان به منظور مقابله مؤثر با تروریسم، جمع‌آوری تخصص و منابع لازم برای رسیدگی به چنین نیازهایی، و تقویت همکاری‌های جهانی کار می‌کند. یکی از اهداف کلیدی آن حمایت و تطبیق استراتژی ضد تروریستی جهانی سازمان ملل متحد(UN) و اعمال ضد تروریستی سازمان ملل متحد به‌طور گسترده‌تر، از جمله طرح‌ها و اقدامات دبیرکل سازمان ملل برای جلوگیری از افراط گرایی خشونت‌آمیز که در ژانویه ۲۰۱۶به مجمع عمومی سازمان ملل ارائه شده‌است می‌باشد. بمنظور تحقق این هدف، GCTF با بدنه سازمان ملل متحد به صورت نزدیکی کار می‌کند و همچنین با سایر سازمان‌های بین‌المللی و منطقه ای مرتبط به منظور تقویت، تکمیل و حمایت از تلاش‌های چند جانبه ضد تروریستی و مقابله با افراط گرایی خشونت‌آمیز (CVE) کار می‌کند.
کمیته هماهنگی GCTF، که دو بار در سال جلسه دارند، فعالیت‌های شش گروه کاری و اداری را تحت نظارت قرار می‌دهد و راهنمایی استراتژیک را در مورد چگونگی برخورد با تهدید تروریستی در حال توسعه ارائه می‌دهد. ریاست این جلسات به عهده رئیس GCTF می‌باشد کمیته هماهنگی از همه اعضای GCTF، که شامل هماهنگ‌کننده ملی ضد تروریسم و / یا سایر سیاست گذاران ارشد ضد تروریسم می‌باشد، تشکیل شده‌است.
فعالیت‌های GCTF منجر به تشریح و پذیرش، اسنادی که شامل شیوه‌های خوب، توصیه‌ها و برنامه‌های عملیاتی که به موضوعات مختلف ضد تروریسم و مقابله با افراطی‌گرایی خشونت‌آمیز توسط اعضای GCTF می‌شود. اسناد حاصل از این مجمع الزام‌آور نیستند و قصد ندارند تعهدات قانونی برای دولت‌های ملی ایجاد کنند.

## اعضا
GCTF یک انجمن فراگیر است که نه تنها برای ۳۰ عضو آن، بلکه برای همه کشورها و سازمان‌هایی که اهداف و اولویت‌های خود را به اشتراک می‌گذارند، مفید است. کشورها و سازمان‌های غیر عضو به‌طور منظم برای همکاری در کارگاه‌ها و فعالیت‌های GCTF و برای ورود به اسناد و چارچوبهای GCTF شرکت می‌کنند. از سال ۲۰۱۱، کشورهای غیر عضو GCTF و سازمان‌های غیر عضو - از جمله سازمان‌های چند جانبه و غیردولتی در سطح بین‌المللی، منطقه ای و محلی - در فعالیت‌ها و کارهای انجمن شرکت کرده‌اند.
۳۰ عضو GCTF عبارتند از:
- الجزایر
- فرانسه
- هلند
- اسپانیا
- استرالیا
- آلمان
- نیوزیلند
- سوئیس
- کانادا
- هندوستان
- نیجریه
- بوقلمون
- چین
- اندونزی
- پاکستان
- امارات متحده عربی
- کلمبیا
- ایتالیا
- قطر
- بریتانیا
- دانمارک
- ژاپن
- روسیه
- ایالات متحده آمریکا
- مصر
- اردن
- عربستان سعودی
- اتحادیه اروپا
- مراکش
- آفریقای جنوبی

## گروه‌های کاری
GCTF دارای شش کارگروه است که چهار مورد آن موضوع هستند (مبارزه با افراط گرایی خشونت‌آمیز؛ عدالت جنایی و حاکمیت قانون؛ جنگجویان تروریست خارجی؛ بازداشت و ادغام مجدد) و دو مورد دیگر منطقه جغرافیایی هستند که بر ظرفیت سازی در مناطق کلیدی ساحل و شاخ آفریقا متمرکز می‌باشد. تمام گروه‌های کاری به دنبال شناخت چالش‌های مربوط به مبارزه با تروریسم غیرنظامی و ظرفیت شکافها و نیازها آن هستند؛ با در نظر گرفتن فعالیت‌های مربوط به این شکاف‌ها یا نیازها؛ و بسیج اراده سیاسی، منابع مالی و تخصص برای اجرای این فعالیت‌ها.

### مقابله با افراط گرایی خشونت‌آمیز
ریاست این کار گروه بعهده امارات متحده عربی و انگلیس می‌باشد و این کار گروه بر ابعاد افراطی‌گرایی و استخدام تروریسم از طریق رویکردهای بین‌المللی، منطقه ای، ملی و محلی و مربوط به مقابله با افراطی‌گرایی خشونت‌آمیز تمرکز دارد. این گروه کاری با شرکا (دولت‌ها و سازمانها) برای ترویج و پیشبرد درک درستی از پیوست تعامل جامعه، پلیس جامعه محور، نقش زنان و جامعه در مقابله با افراطی‌گرایی خشونت‌آمیز (CVE) و نقش تعلیمات دینی کار می‌کند، همچنین تشویق اجرای اسناد و ابزارهای مربوط به انجمن از طریق حمایت از توسعه برنامه‌های ملی (مطابق دیدگاه برنامه دبیرکل سازمان ملل متحد برای جلوگیری از افراط گرایی خشونت‌آمیز) و از طریق ترویج طرح‌های مشترک با دیگر گروه‌های کاری انجمن، از جمله در ارتباطات استراتژیک و رادیکالیزاسیون و برنامه‌های ضد روایت در زندان‌ها.

### عدالت جنایی و حاکمیت قانون
ریاست این کارگروه به صورت مشترک با کشورهای مصر و ایالات متحده می‌باشد، گروه کاری عدالت و قانون قضایی (CJ-ROL) بر نقش حیاتی بخش عدالت جنایی در مبارزه با تروریسم تمرکز کرده و نشان می‌دهد که مجمع از حاکمیت قانون و رویکردهای سازگار با حقوق بشر متعهد به پشتیبانی می‌باشد.
فعالیت این کار گروه بر توسعه و حمایت از شیوه‌های خوب و ابتکارات ظرفیت‌سازی برای تأثیرات و نقش قانون عدالت جنایی برای پاسخگویی به تروریسم تمرکز دارد.

### بازداشت و ادغام مجدد
ریاست این کار گروه به عهده دو کشور استرالیا و اندونزی است، گروه کاری بازداشت و ادغام مجدد (DR) ظرفیت سازی، افزایش آگاهی، به اشتراک گذاری اطلاعات، ارزیابی منابع برای پاسخگویی به مسائل در حال ظهور و توسعه شیوه‌های خوب برای کمک به اصلاح و مقابله مقامات تروریستی زندان‌ها را در ترتیبات ملی ضد تروریسم اداره می‌کنند و زندانیان تروریستی را بهتر مدیریت می‌کنند.
گروه کاری متمرکز بر درک و رسیدگی به مسائل مربوط به زندان و آزاد شدن افراط گرایان خشونت‌آمیز و انگیزه‌های مجرمان خشونت‌آمیز افراطی است که اغلب از جنایتکاران عادی متفاوت است. گروه کاری به عنوان یک پلت فرم برای بحث در مورد همکاری احتمالی بین کشورها در مورد این مسائل، از جمله تقویت ظرفیت سیستم‌های مدیریت زندان از طریق کمک‌های فنی و ایجاد شیوه‌های خوب برای هدایت تمرین کنندگان و سیاستگذاران، عمل می‌کند. 'اگر می‌خواهید اطلاعات بیشتری در مورد این موضوع یا اسناد مرتبط با این انجمن کسب کنید، لطفاً به سایت www.thegctf.org مراجعه کنید.

### جنگجویان تروریست خارجی
ریاست گروه کاری جنگجویان تروریست خارجی (FTF) با مراکش و هلند می‌باشد، به چالش‌های جاری و برجسته ای که از طریق پدیده جنگجویان تروریست خارجی مطرح شده، رسیدگی می‌کند. گروه کاری با ابتکار عمل و رهبری مراکش و هلند تأسیس شد. این یک پلتفرم حیاتی برای ایجاد طرح‌های عملی برای کمک به هماهنگی و تلاش در سطوح ملی، منطقه ای و بین‌المللی برای جلوگیری از جریان FTFها و پرداختن به مسائل پیچیده مربوط به بازگشت آن‌ها را فراهم می‌کند. برای اطلاعات بیشتری در مورد این موضوع یا اسناد مرتبط انجمن به سایت www.thegctf.org مراجعه کنید.

### ظرفیت سازی شاخ آفریقا
این گروه کاری به ریاست مشترک اتحادیه اروپا و ترکیه است، گروه کاری ظرفیت سازی شاخ آفریقا (HOA) قصد دارد ظرفیت‌های مبارزه علیه تروریسم و افراط گرایی خشونت‌آمیز در منطقه را با شناسایی و برطرف ساختن شکافهای ظرفیت سازی ایجاد کند. این گروه کاری یک انجمن برای تبادل اطلاعات، شبکه، و همکاری بین انواع ذینفعان برای تقویت گفتگو، درک، به اشتراک گذاری تجزیه و تحلیل و درس‌های آموخته شده، و همکاری‌های مشارکتی در منطقه و فراتر از آن. را تشکیل می‌دهد گروه کاری تمرکز خود را به مبارزه با پول‌شویی و مقابله با تأمین مالی تروریسم گسترش داده‌است تا شامل تقویت قواعد حقوقی مبتنی بر قانون اساسی و ظرفیت دادرسی، برای مقابله با افراطی‌گرایی خشونت‌آمیز و پدیده جنگجویان تروریست خارجی باشد.

### ظرفیت سازی ناحیه ساحل
این گروه کاری با ریاست مشترک الجزایر و کانادا می‌باشد، گروه کاری ظرفیت سازی ساحل، همکاری منطقه ای و بین‌المللی را ترویج می‌دهد و محل برگزاری جلسات کارشناسان برای بحث در مورد شکاف ظرفیت سازی ویژه منطقه ساحل و شناسایی راه حل‌ها فراهم می‌کند. این گروه کاری، امنیت مرزها، ایجاد عدالت کیفری، همکاری قانونی و قضایی، همکاری پلیس، مقابله با تأمین مالی تروریسم و مقابله با افراط گرایی خشونت‌آمیز از طریق افزایش مشارکت جامعه به عنوان حوزه‌های اولویت بندی در دوره پیش رو را مدنظر داشته و بر روی آن‌ها متمرکز است.